# Sacha Nairobi
Sacha Nairobi Hidalgo Soto (Maracaibo, 15 de marzo de 1976), es una cantante, compositora, fotógrafa y actriz venezolana.

## Primeros años
Nace en Maracaibo, Estado Zulia. Venezuela. Dos años después de su nacimiento su familia se traslada a Caracas, su niñez estuvo rodeada de variadas actividades artísticas ya que viene de una familia reconocida por su talento en distintas ramas del arte en Venezuela. Su padre, Enrique Hidalgo, es un destacado compositor de una amplia trayectoria musical y poética; sus hermanos Jesús Hidalgo, Jannio Hidalgo y Jaime Hidalgo también son cantautores reconocidos en su país y en Estados Unidos por formar en Venezuela la banda llamada Urbanda y en Estados Unidos Los Hidalgo; sus otros dos hermanos Javier Hidalgo y Jonás Hidalgo son artistas plásticos y también músicos.
Esta constante motivación que vivió en casa plasmó en Sacha una lógica y natural consecuencia artística que la ha llevado a participar en varios terrenos del arte como el canto, la poesía, la pintura, el diseño, la fotografía, el teatro, el cine... entre otros.

## Carrera musical
Desde muy temprana edad ha participado en diferentes producciones musicales como corista, trabajando con afamados artistas como Paloma San Basilio, Grupo Bacilos, Plácido Domingo, Los Hidalgo, Dyango, Tamara, entre otros.
A su llegada a Miami, en el año 2000, comienza a experimentar con la poesía y es a través de ésta que comienza a hacer sus primeras canciones, desde allí decide comenzar su carrera como solista.
En el 2002 firma un contrato como compositora con la compañía Universal Music Publishing Group y actualmente pertenece a ese privilegiado grupo de compositores.
A principios del año 2006 lanza su primer material discográfico como solista bajo su nombre SACHA NAIROBI, en el cual nos brinda un innovador y excitante trabajo musical que se podría catalogar como un estilo Etno-Pop, ya que reúne de forma armoniosa y nueva varios ritmos e instrumentos tradicionales.
Los temas y situaciones que predominan en sus canciones tienen que ver con sus experiencias y la libre pero estudiada expresión de su entorno.
Su primera producción musical está bajo la dirección del innovador productor colombiano Germán Ortíz.
En octubre del 2006 sale al mercado la colección “Radio Latino”a través de Putumayo, sello que ha adquirido popularidad por sus compilaciones melódicas y alegres de excelente música internacional y en donde Sacha Nairobi tiene su canción “Princesa” compartiendo con otros importantes artistas como Bebe de España, Orishas de Cuba, entre otros. Putumayo World Music se ha ganado la reputación de una de las empresas más innovadoras de la industria discográfica.
En el 2007 Sacha Nairobi fue seleccionada por la importante marca internacional de productos de belleza GARNIER y por UNIVISON RADIO como una de las artistas latinas que emergen con fuerza en el ambiente musical. En todo los Estados Unidos se distribuyó un CD gratis con la compra de los productos 100% color de Garnier y en el cual Sacha Nairobi participa con dos temas “Princesa” y “Papi Bye, Bye”.
Realizó una gira por Estados Unidos (Las Vegas, New York, Atlanta, South Carolina, Orlando, Miami) y también cantó en Italia para una reconocida empresa privada.
En el 2012 vuelve a participar en una compilación de Putumayo World Music llamada "World Reggae" con su tema C'est moi, C'est toi y en el 2014 en el compilado "Café Latino" con el tema Congelados en el tiempo.
Sus shows en vivo se caracaterizan por la alegría, la complicidad con su público y los excelentes músicos que la han acompañado en su trayectoria.

## Familia
Sus padres, Enrique Hidalgo (Compositor) y Yamila Soto de Hidalgo (Abogada) nacen en El Tigre, Edo Anzoátegui. Tiene cinco hermanos, Jesús, Javier, Jannio, Jaime y Jonás, todos artistas nacidos entre El Tigre y Maracaibo. Actualmente toda su familia está radicada en Estados Unidos entre Miami y New York desde el año 2000.
Vive en Costa Rica y tiene dos hijos, Bruno y Luciano .